# Spanglish 101
Spanglish 101 è una compilation della Koolarrow Records, l'etichetta discografica creata da Bill Gould, bassista di Faith No More e Brujeria.

## Tracce
1. Lil' Rudy G. - "Chupacabras"  – 0:36
2. Peyote Asesino - "U R Gay"  – 4:29
3. Control Machete - "Justo N"  – 5:11
4. Sin Almas - "Ojos De Mujeres"  – 2:52
5. Chicle Atomico - "Generation Mex"  – 4:29
6. Born Again - "Announcing Predictions"  – 4:24
7. Banana Hammock - "Cunado"  – 1:51
8. Brujeria - "Marcha de Odio"  – 2:52
9. Fractura - "Scream"  – 2:56
10. Tezacrifico - "Tribe Is My Pride (Cylone Mix)"  – 4:20
11. Brujeria - "Don Quijote Marijuana" – 4:41
12. Puya - "Montate"  – 3:45
13. La Flor de Lingo - "Clicka 13"  – 2:09
14. Todos Tus Muertos - "La Gente Que Puso la Sangre"  – 3:03
15. 7 Notas 7 Colores - "Buah!"  – 4:28
16. Resorte - "Jump the River Beaner"  – 2:40
17. Aztlan Underground - "Lyrical Drive-By"  – 7:15